# Claudius Muth
Claudius Muth (* 1967 in Stuttgart) ist ein deutscher Opernsänger (Bass).

## Leben
Claudius Muth studierte an der Musikhochschule Wien bei Helene Mezrickzky Karusso und Walter Berry und setzte seine Studien bei Jewgenij Nesterenko, Giuseppe Valdengo und Paolo Washington fort.
1991 debütierte Claudius Muth als Osmin in Mozarts "Zaide". 1992 erhielt er das Richard-Wagner-Stipendium in Bayreuth; 1995/96 war er Mitglied des Opernstudios der Bayerischen Staatsoper München. Feste Engagements führten ihn von 1996 bis 2001 ans Schillertheater NRW (Wuppertal/Gelsenkirchen), von 2001 bis 2005 nach Aachen und von 2005 bis 2007 ans Staatstheater am Gärtnerplatz nach München. Gastspiele führten ihn an Häuser wie die Bayerische Staatsoper München, Hamburgische Staatsoper, Stuttgarter Staatsoper, Staatstheater Kassel, Salzburger Festspiele, Nationaltheater Zagreb, Teatro Wielki Poznan, Teatro del la Maestranza (Sevilla), Wiener Klangsommer, Teatro Bolzano, Theater Meran, Theater Bern, Klangspuren Schwaz und verschiedene deutsche Häuser wie Theater Bremen, Anhaltisches Theater Dessau, Theater Dortmund, Schleswig-Holsteinisches Landestheater Flensburg, Musiktheater im Revier Gelsenkirchen, Theater Hagen, Theater Kiel, Theater Koblenz, Theater Mönchengladbach, Prinzregententheater München, Staatstheater Oldenburg, Mainfranken Theater Würzburg etc.
Konzerte und Liederabende führten ihn nach Dänemark, Österreich, Frankreich, Italien, Schweiz, Slowenien, Slowakei und Saudi-Arabien, in Konzertsäle wie die Philharmonie in Berlin, den Musikverein und das Konzerthaus in Wien, den Münchner Herkulessaal und die Tonhalle in Düsseldorf.

## Repertoire
Sein Repertoire umfasst über 50 Partien wie Gurnemanz, Baron Ochs, Sarastro, Rocco, Falstaff, Osmin, Banco, Padre Guardiano, Colline und Landgraf.
Er sang unter Dirigenten wie Simone Young, Ralf Weikert, Michael Boder, Roberto Abbado, Yun Märkl, Christoph König, Marcus R. Bosch und anderen. Verschiedene CD-Einspielungen sowie zahlreiche Rundfunk- und Fernsehaufnahmen dokumentieren die Karriere des Sängers.

## Auszeichnungen
- 2012 Verleihung Gottlob-Frick-Medaille

## Diskographie (Auswahl)
- A. Reimann, Das Schloß, WERGO, WER6142
- W.A.Mozart, Zaide, BAYER-Records 100211/12
- F. Klose, Ilsebill, CPO 777057-2